# Greig Fraser
Greig Fraser, né en 1975 à Melbourne, est un directeur de la photographie australien. Il est notamment connu pour son travail sur Bright Star (2009) de Jane Campion ; Zero Dark Thirty (2012) de Kathryn Bigelow et Dune (2021) de Denis Villeneuve. 

## Filmographie sélective
- 2005 : Jewboy de Tony Krawitz
- 2006 : Out of the Blue de Robert Sarkies
- 2009 : Bright Star de Jane Campion
- 2009 : Last Ride de  Glendyn Ivin
- 2009 : Mes garçons sont de retour (The Boys Are Back) de Scott Hicks
- 2010 : Laisse-moi entrer (Let me In) de Matt Reeves
- 2012 : Cogan : Killing Them Softly de Andrew Dominik
- 2012 : Blanche-Neige et le Chasseur de Rupert Sanders
- 2012 : Zero Dark Thirty de Kathryn Bigelow
- 2014 : Foxcatcher de Bennett Miller
- 2014 : The Gambler de Rupert Wyatt
- 2016 : Lion de Garth Davis
- 2016 : Rogue One: A Star Wars Story de Gareth Edwards
- 2018 : Marie Madeleine (Mary Magdalene) de Garth Davis
- 2018 : Vice d'Adam McKay
- 2021 : Dune de Denis Villeneuve
- 2022 : The Batman de Matt Reeves
- 2023 : The Creator de Gareth Edwards (avec Oren Soffer ; également coproducteur)
- 2024 : Dune, deuxième partie de Denis Villeneuve
- 2026 : Projet Dernière Chance (Project Hail Mary) de Phil Lord et Chris Miller

## Distinctions

### Récompenses
- BAFTA 2022 : Meilleure photographie pour Dune
- Oscars 2022 : Meilleure photographie pour Dune

### Nomination
- Oscars 2025 : Meilleure photographie pour Dune, deuxième partie